# Carlo Cellucci
Carlo Cellucci (Santa Maria Capua Vetere, 9 aprile 1940) è un filosofo italiano.

## Biografia
Professore emerito di filosofia all'Università degli Studi di Roma "La Sapienza", si è laureato all'Università Statale di Milano nel 1964. Prima di essere chiamato nel 1979 alla Sapienza ha insegnato nelle università del Sussex, di Siena e della Calabria. Si è occupato soprattutto di logica e teoria della dimostrazione, filosofia della matematica, filosofia della logica, epistemologia, e metafilosofia.

## Libri
- The Theory of Gödel, Springer, Cham 2022, ix+159 pp.
- The Making of Mathematics: Heuristic Philosophy of Mathematics, Springer, Cham 2022, xx+450 pp.
- Rethinking Knowledge: The Heuristic View, Springer, Cham 2017, xix+427 pp.
- (con Mirella Capozzi) Breve storia della logica: Dall'Umanesimo al primo Novecento, Lulu, Morrisville 2014, 177 pp.
- Rethinking Logic: Logic in Relation to Mathematics, Evolution, and Method, Springer, Cham 2013, xv+389 pp.
- Perché ancora la filosofia, Laterza, Rome 2008, vii+520 pp.
- La filosofia della matematica del Novecento, Laterza, Rome 2007, vii+234 pp.
- Filosofia e matematica, Laterza, Rome 2002, xxiii+383 pp.
- Le ragioni della logica, Laterza, Rome 1998, xxviii+406 pp.
- Teoria della dimostrazione, Boringhieri, Turin 1978, 315 pp.

## Curatele
- (with E. Grosholz & E. Ippoliti) Logic and Knowledge, Cambridge Scholars Publishing, Newcastle Upon Tyne 2011.
- Filosofia della matematica, Paradigmi, vol. 29 (2011), N. 3.
- (with P. Pecere) Demonstrative and Non-Demonstrative Reasoning in Mathematics and Natural Science, Edizioni dell'Università, Cassino 2006.
- (with D. Gillies) Mathematical Reasoning and Heuristics, College Publications, London 2005.
- Il paradiso di Cantor, Bibliopolis, Napoli 1979.
- La filosofia della matematica, Laterza, Roma 1967.